# NGC 5472
NGC 5472 (другие обозначения — MCG -1-36-8, IRAS14042-0513, PGC 50345) — галактика в созвездии Дева.
Этот объект входит в число перечисленных в оригинальной редакции «Нового общего каталога».